# 551
551(오백오십일)은 550보다 크고 552보다 작은 자연수다.

## 수학
- 합성수로, 그 약수는 1, 19, 29, 551이다. 진약수의 합은 49이므로, 551은 부족수다.
- {\displaystyle 551=179+181+191}
  - 연속하는 세 소수(素數)의 합으로 나타낼 수 있으며, 이 성질을 지닌 앞의 수는 533, 다음 수는 565다.
- {\displaystyle 30^{3}-1}은 551로 나누어떨어진다.

## 과학
- NGC 551(영어판): 안드로메다자리 방향에 있는 나선은하.

## 교통

### 철도
- 수도권 전철 5호선 명일역의 역번호.

### 도로
- 고속도로
  - 중앙고속도로지선의 노선 번호.
  - 유럽 고속도로 551호선: 체코 체스케부데요비체에서 후므폴렉츠까지 이어지는 유럽 고속도로.
- 기타 도로
  - 현도 제551호선

## 군사
- U-551(영어판, 독일어판): 제2차 세계 대전에 사용된 나치 독일의 군용 잠수함.

## 문화유산
- 대한민국의 보물 제551호: 시용향악보
- 대한민국의 사적 제551호: 진안 도통리 청자요지

## 작품
- K. 551: 모차르트 《교향곡 41번》의 쾨헬 번호.

## 기타
- 연도: 551년, 기원전 551년